# A Dal (2012)
A Dal egy három részes show-műsor, melynek keretén belül a nézők és a szakmai zsűri kiválasztotta, hogy ki képviselje Magyarországot a 2012-es Eurovíziós Dalfesztiválon. 2011. december 1-jén délután az MTVA és az MTV Zrt. közös sajtótájékoztatón jelentette be, hogy rész kíván venni a soron következő dalversenyen és nyílt pályázatot ír ki. A dalok leadásának határideje 2011. december 30. volt. A beérkezett, 202 dal – 170 előadótól – közül egy zsűri választotta ki a magyar válogató résztvevőit. A zsűri egy kilenctagú zenei szakértőkből, rádiós műsorvezetőkből állt. A nemzeti döntő zsűrije négyfős lett, és a tagjai Rákay Philip, az MTVA intendánsa, Csiszár Jenő, televíziós, rádiós személy, Wolf Kati, a 2011-es Eurovíziós Dalfesztivál magyar indulója és Rakonczai Viktor, a „What About My Dreams?” zeneszerzője lettek. A hazai elődöntőkre több külföldi előadó is pályázott, így az Egyesült Államokból, Kanadából, Lengyelországból és Izlandról is érkezett nevezés.
Januárban és februárban összesen három show-műsort adtak le. A műsorok során a szakmai zsűri, illetve a közönség szavazata döntött arról, hogy ki képviselje Magyarországot Azerbajdzsánban. Az elődöntőkben összesen húsz dal versenyezett, ahonnan 4-4 dal jutott be a nemzeti döntő fináléjába. Az SMS szavazás lebonyolításáért a már több magyar televíziós műsort lebonyolító Telekom New Média Zrt. felelt. A műsor két házigazdája Kapócs Zsóka és Gundel Takács Gábor volt. A döntőben Rákay Philip bejelentette, hogy 2013-ban is megrendezik A Dalt; Kapócs Zsóka pedig a műsor végén hozzátette, hogy 2012. szeptember 1. után megjelent produkciókkal lehet majd pályázni.

## Az elődöntőkbe beválogatott dalok és előadójuk listája
| Előadó                                          | Dal                   | Zene / Szöveg                                                         |
| ----------------------------------------------- | --------------------- | --------------------------------------------------------------------- |
| Anti Fitness Club                               | Lesz, ami lesz        | Molnár Tamás                                                          |
| Bebe and the Change                             | Fans Will Be Friends  | Vigh Arnold / Zsedényi Dániel                                         |
| Caramel                                         | Vízió                 | Molnár Ferenc Caramel                                                 |
| Compact Disco                                   | Sound of Our Hearts   | Pál Gábor, Sándor Attila, Walkó Csaba, Behnam Lotfi                   |
| Dancs Annamari                                  | Feel                  | Dancs Annamari                                                        |
| Fábián Juli & Zoohacker                         | Like a Child          | Palásti Kovács Zoltán / Fábián Juli                                   |
| Gallusz Niki és Vizy Márton                     | Európa, egy a szívünk | Vizy Márton / Vigh Kristóf                                            |
| Gyurcsík Tibor                                  | Back In Place         | Szabó Zé / Johnny K. Palmer                                           |
| Heincz Gábor Biga                               | Learning to Let Go    | Naughty Monkeys                                                       |
| Kállay-Saunders András                          | I Love You            | Kállay-Saunders András, Szakos Krisztián, Burai Krisztián             |
| Király Linda, Ben és Viktor                     | Untried               | Pras Michel, Roy Hamilton, Linda Király                               |
| Kiss Gina                                       | Chasing Dreams        | Jónás Barnabás / Kiss Gina                                            |
| Krisz Rudi                                      | A fél veled egész     | Kreisz Rudolf, Hamza Zoltán, Oláh Szabolcs                            |
| Kökény Attila és Bencsik Tamara                 | Állítsd meg az időt   | Krajczár Péter, Pacsai Márk, Tabár István, Kökény Attila              |
| Monsoon                                         | Dance                 | Vödrös Márton / Johnny K. Palmer                                      |
| Nika                                            | This Love             | Molnár Imre, Chris Landon / Taryn Murphy                              |
| Pély Barna, Pál Eszter és Pál István "Szalonna" | Open Your Hearts      | Pély Barna, Pál Eszter, Pál István / Fecske András István, Pély Barna |
| Puskás Péter                                    | Csillagok             | Molnár Gábor                                                          |
| Sophistic                                       | Yeah, OK!             | Krajczár Péter / Juhász Orsolya, Rozman Alexandra, Schilling Kolos    |
| Tolvai Renáta                                   | Élek a szemeidben     | Krajczár Péter, Pacsai Márk, Tabár István                             |
| Tóth Gabi                                       | Nem kell végszó       | Szabó Zé / Molnár Tamás                                               |

- A Fans Will Be Friends című dalt az MTV kizárta a versenyből 2012. január 18-án, mivel megszegte a verseny szabályait, a dalt korábban bemutatták, mint 2011. szeptember 1-je. Így a megüresedett helyet az A fél veled egész című dal vette át, melyet Krisz Rudi adott elő.[3]

## Élő műsorsorozat

### Első elődöntő
Az első elődöntőt január 28-án tartotta az MTV tíz előadó részvételével. A végeredmény a telefonos szavazás, illetve szakmai zsűri szavazatai alapján alakult ki, mely alapján a zsűri első három helyezettje, és a nézők kedvence jutott tovább a február 11-i döntőbe. A műsort élőben, közvetítette az M1 illetve a Duna World. Meghívott előadóként lépett fel a dalverseny első magyar indulója, Bayer Friderika, aki a „Kinek mondjam el vétkeimet?” című dalát énekelte el, illetve egy korábbi eurovíziós klasszikust, a „Volare” című Domenico Modugno-dalt adta elő Kolovratnik Krisztián és Fenyő Iván.
| Első elődöntő – 2012. január 28. | Első elődöntő – 2012. január 28.                | Első elődöntő – 2012. január 28.                                                                | Első elődöntő – 2012. január 28. | Első elődöntő – 2012. január 28. | Első elődöntő – 2012. január 28. | Első elődöntő – 2012. január 28. | Első elődöntő – 2012. január 28. | Első elődöntő – 2012. január 28. |
| #                                | Előadó                                          | Dal (zene / szöveg)                                                                             | Pontozás                         | Pontozás                         | Pontozás                         | Pontozás                         | Pontozás                         | Eredmény                         |
| #                                | Előadó                                          | Dal (zene / szöveg)                                                                             | Rakonczai Viktor                 | Wolf Kati                        | Rákay Philip                     | Csiszár Jenő                     | Σ                                | Eredmény                         |
| -------------------------------- | ----------------------------------------------- | ----------------------------------------------------------------------------------------------- | -------------------------------- | -------------------------------- | -------------------------------- | -------------------------------- | -------------------------------- | -------------------------------- |
| 01                               | Bencsik Tamara és Kökény Attila                 | Állítsd meg az időt (Krajczár Péter, Pacsai Márk, Tabár István, Kökény Attila)                  | 6                                | 6                                | 6                                | 6                                | 24                               | Kiesett                          |
| 02                               | Kállay-Saunders András                          | I Love You (Kállay-Saunders András, Szakos Krisztián, Burai Krisztián / Kállay-Saunders András) | 8                                | 8                                | 8                                | 8                                | 32                               | Kiesett                          |
| 03                               | Pély Barna, Pál Eszter és Pál István "Szalonna" | Hangok a szívekért (Pély Barna, Pál Eszter, Pál István / Fecske András István, Pély Barna)      | 6                                | 7                                | 9                                | 7                                | 29                               | Kiesett                          |
| 04                               | Dancs Annamari                                  | Feel (Dancs Annamari, Aczél Gergő)                                                              | 4                                | 5                                | 3                                | 3                                | 15                               | Kiesett                          |
| 05                               | Heincz Gábor Biga                               | Learning to Let Go (Naughty Monkeys)                                                            | 10                               | 9                                | 10                               | 9                                | 38                               | Továbbjutott                     |
| 06                               | Compact Disco                                   | Sound of Our Hearts (Pál Gábor, Sándor Attila, Walkó Csaba, Behnam Lotfi)                       | 10                               | 10                               | 10                               | 9                                | 39                               | Továbbjutott                     |
| 07                               | Krisz Rudi                                      | A fél veled egész (Kreisz Rudolf, Hamza Zoltán, Oláh Szabolcs)                                  | 4                                | 5                                | 5                                | 4                                | 18                               | Kiesett                          |
| 08                               | Gallusz Nikolett és Vizy Márton                 | Európa, egy a szívünk (Vizy Márton / Vigh Kristóf)                                              | 7                                | 8                                | 10                               | 6                                | 31                               | Kiesett                          |
| 09                               | Tóth Gabi                                       | Nem kell végszó (Szabó Zé / Molnár Tamás)                                                       | 9                                | 9                                | 8                                | 8                                | 34                               | Továbbjutott                     |
| 10                               | Caramel                                         | Vízió (Caramel)                                                                                 | 9                                | 9                                | 10                               | 9                                | 37                               | Továbbjutott                     |

A közvetítés során többször gond akadt a hangosítással, ezért fordult az elő például, hogy a „Europe, Our Heart is One” című dalt kétszer adták elő. Ezeket a hibákat kiküszöbölte a második elődöntőre a versenyt szervező MTVA. Az SMS-szavazás során több, mint 30 000 érvényes szavazat érkezett be, a világ közel 40 országából.

### Második elődöntő
A második elődöntőt február 4-én tartotta az MTV tíz előadó részvételével. A végeredmény a telefonos szavazás, illetve szakmai zsűri szavazatai alapján alakult ki, mely alapján a zsűri első három helyezettje, és a nézők kedvence jutott tovább a február 11-i döntőbe. A műsort élőben közvetítette az M1 illetve a Duna World. Meghívott előadóként lépett fel a dalverseny egyik legjobb magyar helyezését elért indulója, Rúzsa Magdi, aki az „Aprócska Blues” című dalát énekelte el, illetve egy korábbi eurovíziós klasszikust, a „Dschinghis Khan” című Dschinghis Khan-dalt adta elő a Belmondo együttes. Mivel a zsűri által felállított sorrendben holtverseny alakult ki a harmadik, továbbjutó helyen, így el kellett dönteniük, hogy melyik produkció jut általuk a döntőbe. Elsőként 2:2-es arányban nem dőlt el a továbbjutó dalnak a kérdése; csak miután közös megegyezés alapján a Király testvérek produkcióját engedték tovább.
| Első elődöntő – 2012. február 4. | Első elődöntő – 2012. február 4. | Első elődöntő – 2012. február 4.                                               | Első elődöntő – 2012. február 4. | Első elődöntő – 2012. február 4. | Első elődöntő – 2012. február 4. | Első elődöntő – 2012. február 4. | Első elődöntő – 2012. február 4. | Első elődöntő – 2012. február 4. |
| #                                | Előadó                           | Dal (zene / szöveg)                                                            | Pontozás                         | Pontozás                         | Pontozás                         | Pontozás                         | Pontozás                         | Eredmény                         |
| #                                | Előadó                           | Dal (zene / szöveg)                                                            | Rakonczai Viktor                 | Wolf Kati                        | Rákay Philip                     | Csiszár Jenő                     | Σ                                | Eredmény                         |
| -------------------------------- | -------------------------------- | ------------------------------------------------------------------------------ | -------------------------------- | -------------------------------- | -------------------------------- | -------------------------------- | -------------------------------- | -------------------------------- |
| 11                               | Monsoon                          | Dance (Vödrös Márton / Johnny K. Palmer)                                       | 7                                | 6                                | 7                                | 6                                | 26                               | Kiesett                          |
| 12                               | Puskás Peti                      | Csillagok (Molnár Gábor, Puskás Peti)                                          | 8                                | 9                                | 9                                | 7                                | 33                               | Kiesett                          |
| 13                               | Sophistic                        | Yeah, OK! (Krajczár Péter / Juhász Orsolya, Rozman Alexandra, Schilling Kolos) | 5                                | 5                                | 4                                | 4                                | 18                               | Kiesett                          |
| 14                               | Fábián Juli & Zoohacker          | Like a Child (Palásti Kovács Zoltán, Fábián Juli / Fábián Juli)                | 9                                | 9                                | 9                                | 8                                | 35                               | Továbbjutott                     |
| 15                               | Kiss Gina                        | Chasing Dreams (Jónás Barnabás / Kiss Gina)                                    | 7                                | 7                                | 8                                | 7                                | 29                               | Kiesett                          |
| 16                               | Anti Fitness Club                | Lesz, ami lesz (Molnár Tamás)                                                  | 9                                | 8                                | 9                                | 8                                | 34                               | Kiesett                          |
| 17                               | Veres Mónika                     | This Love (Molnár Imre, Chris Landon / Taryn Murphy)                           | 10                               | 10                               | 9                                | 9                                | 38                               | Továbbjutott                     |
| 18                               | Gyurcsík Tibor                   | Back In Place (Szabó Zé / Johnny K. Palmer)                                    | 10                               | 10                               | 10                               | 9                                | 39                               | Továbbjutott                     |
| 19                               | Tolvai Reni                      | Élek a szemeidben (Krajczár Péter, Pacsai Márk, Tolvai Renáta, Tabár István)   | 8                                | 7                                | 8                                | 7                                | 30                               | Kiesett                          |
| 20                               | The Kiralys                      | Untried (Pras Michel, Roy Hamilton, Linda Kiraly)                              | 9                                | 8                                | 9                                | 9                                | 35                               | Továbbjutott                     |

Az SMS-szavazás során több, mint 37 000 érvényes szavazat érkezett be.

### Döntő

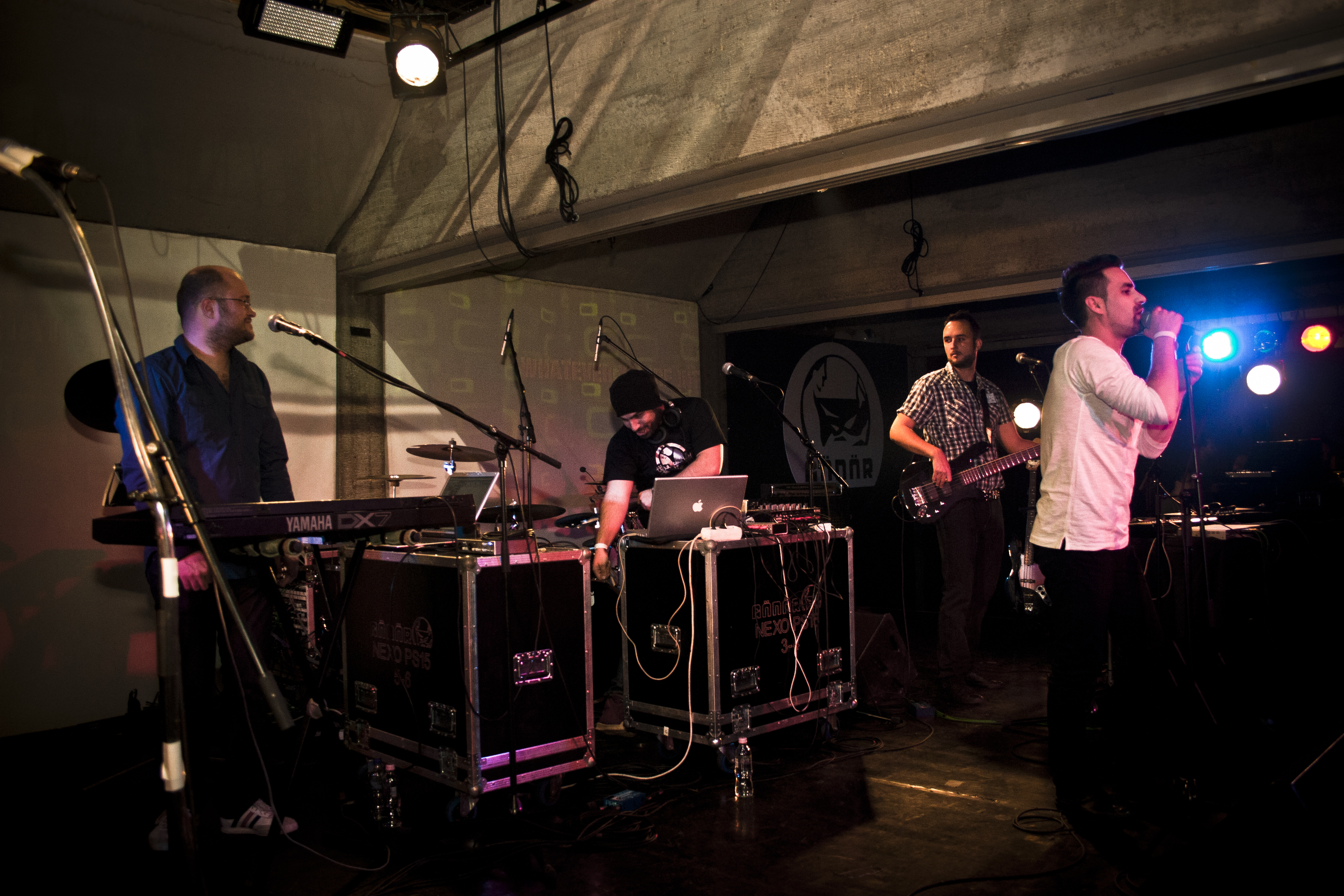
A 2012-es verseny győztese, a Compact Disco

A döntőt február 11-én tartotta az MTV az elődöntőkből továbbjutott nyolc előadó részvételével. A végeredmény a telefonos szavazás, illetve szakmai zsűri szavazatai alapján alakult ki. Első körben a továbbjuttatott nyolc versenyzőből kizárólag a nézői voksok alapján jelölték ki azt a négy dalt, amelyek közül a zsűri tagjai egyenként nevezték meg, szerintük melyik dal képviselje Magyarországot az Eurovíziós Dalfesztiválon. A műsort élőben közvetítette az M1, a Duna World, illetve interneten a eurovision.tv. Meghívott előadóként lépett fel Ónodi Eszter és Jordán Adél, akik az 1974-es Eurovíziós Dalfesztivál győztes dalát, az ABBA együttes „Waterloo”-ját adták elő, majd a Singer Street és a Magyar Rádió énekkarától hallhattuk a „Ding-A-Dong” című dal acapella-változatát. Végezetül pedig két zsűritag – Wolf Kati és Rakonczai Viktor – mellett a „What About My Dreams?” társszerzője, Rácz Gergő is színpadra álltak, a 2011-es magyar dal egy különleges feldolgozásával.
| #  | Előadó Dal (zene / szöveg)                                                  | Nézők | Zsűri |
| -- | --------------------------------------------------------------------------- | ----- | ----- |
| 01 | The Kiralys                                                                 | 1–4.  | 4.    |
| 01 | Untried (Pras Michel, Roy Hamilton, Linda Kiraly)                           | 1–4.  | 4.    |
| 02 | Gyurcsík Tibor                                                              | 5–8.  | —     |
| 02 | Back In Place (Szabó Zé / Johnny K. Palmer)                                 | 5–8.  | —     |
| 03 | Tóth Gabi                                                                   | 5–8.  | —     |
| 03 | Don't Save Me (Szabó Zé / Molnár Tamás, Johnny K. Palmer)                   | 5–8.  | —     |
| 04 | Compact Disco                                                               | 1–4.  | 1.    |
| 04 | Sound of Our Hearts (Pál Gábor, Sándor Attila, Walkó Csaba, Behnam Lotfi)   | 1–4.  | 1.    |
| 05 | Fábián Juli & Zoohacker                                                     | 5–8.  | —     |
| 05 | Like A Child (Palásti Kovács Zoltán "Zoohacker", Fábián Juli / Fábián Juli) | 5–8.  | —     |
| 06 | Caramel                                                                     | 1–4.  | 2.    |
| 06 | Vertigo (Molnár Ferenc Caramel)                                             | 1–4.  | 2.    |
| 07 | Veres Mónika                                                                | 5–8.  | —     |
| 07 | This Love (Molnár Imre, Chris Landon / Taryn Murphy)                        | 5–8.  | —     |
| 08 | Heincz Gábor Biga                                                           | 1–4.  | 2.    |
| 08 | Learning to Let Go (Naughty Monkeys)                                        | 1–4.  | 2.    |

Az SMS-szavazás során több, mint 110 000 érvényes szavazat érkezett be.
A zsűri döntése a nézők által legjobbnak ítélt négy dalról:
- Rakonczai Viktor: Heincz Gábor Biga
- Wolf Kati: Compact Disco
- Rákay Philip: Caramel
- Csiszár Jenő: Compact Disco

A zsűri döntése alapján A Dalt a Compact Disco nyerte.

## Nézettség
Jelmagyarázat
     – A Dal 2012 legmagasabb nézettsége
     – A Dal 2012 legalacsonyabb nézettsége
| Epizód                      | Vetítés                           | Nézők            | Arány (%) | Heti helyezés | Forrás |
| A Dal                       | A Dal                             | A Dal            | A Dal     | A Dal         | A Dal  |
| --------------------------- | --------------------------------- | ---------------- | --------- | ------------- | ------ |
| Első elődöntő               | 2012. január 28. – szombat 20:15  | 823 ezer         | 16,4      | 14.           | [ 8 ]  |
| Második elődöntő            | 2012. február 4. – szombat 20:15  | 968 ezer         | 20,6      | 15.           | [ 9 ]  |
| Döntő                       | 2012. február 11. – szombat 20:15 | 1 millió 15 ezer | 20,8      | N/A           | [ 10 ] |
| Eurovíziós Dalverseny 2012. |                                   |                  |           |               |        |
| Első elődöntő               | 2012. május 22. – kedd 21:00      | 433 ezer         | 11        | N/A           | [ 11 ] |
| Második elődöntő            | 2012. május 24. – csütörtök 21:00 | 320 ezer         | 8,1       | N/A           | [ 11 ] |
| Döntő                       | 2012. május 26. – szombat 21:00   | 601 ezer         | 18,3      | N/A           | [ 11 ] |

A Dalt párhuzamosan közvetítette az M1-gyel, a Duna World, illetve másnap az M2 délután megismételte.

## Lásd még
- 2012-es Eurovíziós Dalfesztivál
- Magyarország az Eurovíziós Dalfesztiválokon